# Constantin Popa
Constantin Popa (Bucarest, 18 febbraio 1971) è un ex cestista e allenatore di pallacanestro rumeno con cittadinanza israeliana, professionista in Francia e in Israele.

## Carriera
È stato selezionato dai Los Angeles Clippers al secondo giro del Draft NBA 1995 (53ª scelta assoluta).
Con la Romania ha disputato i Campionati europei del 1987.

## Palmarès
- Campionato francese: 1

Pau-Orthez: 1995-96
- Campionato israeliano: 4

Maccabi Tel Aviv: 1996-97, 1997-98, 1998-99, 1999-2000
- Coppa di Israele: 3

Maccabi Tel Aviv: 1997-98, 1998-99, 1999-2000